# José Dueñas
José Dueñas San Juan (Madrid, España, 9 de febrero de 1890) fue un odontólogo, hijo de Eduardo Dueñas y Aniceta San Juan.
Nacionalizado argentino, casado con Amalia Paladino con quien tuvo tres hijas: Aniceta Ángela, Amalia Josefina y Esther Rufa. Se desempeñó como taquígrafo de primera clase en la cámara de diputados de la Nación. En 1918 presidió el Centro de Estudiantes de la Facultad de Ciencias Médicas de la UBA; obtuvo su doctorado en 1919 con la tesis La anestesia troncular en odontología. Se convirtió en un distinguido profesional, con especialidad en ortodoncia y odontología Infantil.
Se desempeñó como profesor en diversas cátedras en la Facultad de Ciencias Médicas de la UBA, y como jefe de trabajos prácticos de técnica de prótesis en la Escuela de Odontología de la Facultad de Ciencias Médicas y Jefe de Clínica de Ortodoncia. Fue director del Instituto Municipal de Ortodoncia y Odontología Infantil, cargo desde el cual bregó por el hospital objeto de este artículo.
Fue primer presidente de la Sociedad Argentina de Ortodoncia, formó parte de la Comisión Odontológica del Ministerio de Justicia e Instrucción Pública de la Nación. En su inquietud social, ejerció la presidencia de la Asociación Pro Hogar Policial de la Sección 7º de Almagro y de la Federación de Hogares Policiales de la Policía Federal. Al mismo tiempo dirigió la revista El Odontólogo.

## Hospital de odontología José Dueñas
El Hospital Municipal de Odontología, durante años descolló por su altura, exactamente de diez pisos. Este Instituto es uno de los tres hospitales de la especialidad en Buenos Aires, junto con el de Odontología Infantil “Quinquela Martin” del barrio de La Boca y el “Ramón Carrillo” de Palermo.
Tuvo origen en la fusión de dos antiguas instituciones, el Instituto Municipal de Odontología y el de Odontología Infantil, este último creado en 1934, del cual José Dueñas fue su primer director. El incansable sanitarista bregó por un gran hospital de odontología, con todos los adelantos posibles, pero no llegó a verlo realizado.
La piedra fundamental de este hospital municipal se colocó el 30 de noviembre de 1946, aunque la demorada construcción se pudo inaugurar recién el 25 de agosto de 1966, con acceso en la calle Muñiz 15. En un principio atendía solamente a niños, pero más tarde amplió el servicio también a adultos.
El gran edificio de diez plantas y subsuelo tiene una superficie cubierta de 5000 metros cuadrados, y a pesar de las restricciones presupuestarias, observa las más estrictas normas de bioseguridad. Cuenta con los más avanzados elementos y equipos, entre ellos un horno pirolítico para la destrucción de los desechos biológicos, además de equipos dentales y radiológicos de última generación. Posee una de las divisiones de ortodoncia más adelantadas del país y de América. Asisten al lugar más de 1000 pacientes diarios, y tiene una media anual de 270.000 prestaciones. Dicta cursos de posgrado, y están previstas residencias. Además funciona en él una Escuela de Técnicos asistentes dentales.
El 15 de noviembre de 1995, bajo la dirección de Genaro Oscar Cacace, recibió el nombre de Hospital de Odontología Dr. José Dueñas, asistiendo al acto su hija Esther Dueñas, su nieta Adriana Fernández Dueñas y su bisnieto Horacio Campero.